# Christian Heise
Christian Heise (* 17. Oktober 1936 in Erfurt) ist ein deutscher Verleger.

## Leben
Christian Heise wurde als eines von vier Kindern des Verlegers Heinz Heise und dessen Frau Lotte (geb. Asimont) 1936 in Erfurt geboren. Den Schulbesuch begann er 1942 in Riga. Seine Mutter wurde mit den Kindern 1944 aus Riga über die Ostsee und Zoppot evakuiert. 1946 gingen sie aus Erfurt in der SBZ nach Hannover in der britischen Besatzungszone, wo der Vater – aus sowjetischer Kriegsgefangenschaft entkommen – zur Familie stieß. In Hannover besuchte Christian Heise Schule und Gymnasium. Dann studierte er in Marburg und Hamburg Literaturwissenschaften und Philosophie. In Marburg wurde er Mitglied des Corps Teutonia Marburg.
1972 übernahm Christian Heise an Stelle des erkrankten Vaters Heinz Heise den 1949 von diesem gegründeten Heinz-Heise-Verlag in Hannover, zunächst als persönlich haftender Gesellschafter. Er baute das Familienunternehmen (von 100 Mitarbeitern 1972) als Geschäftsführender Gesellschafter und Vorsitzender der Geschäftsführung der Heise Gruppe zu seiner jetzigen Größe aus. Zur Verlagsgruppe Heise gehören Verlage in Hannover (Stammsitz), Erfurt, Goslar, Rostock und Riga. Niederlassungen existieren auch in München, Bremen und Osnabrück. Die Schwerpunkte des Verlagsprogramms sind Telefon- und Adressbücher, Zeitschriften, elektronische Medien, aber auch Fachbücher und Belletristik.
Christian Heise engagierte sich nach der Wiedervereinigung besonders in den neuen Bundesländern, so in seiner Geburtsstadt Erfurt (1990) und in Rostock (1991). Er schrieb auch das Geleitwort zu dem Brief aus Erfurt 1992, mit dem die Vereinigung Heimattreue Erfurter die Reihe ihrer seit 1961 erscheinenden Erfurter Heimatbriefe abschloss. Diese waren von Heinz Heise mit ins Leben gerufen worden.
Der Sohn Ansgar Heise ist seit 1998 Geschäftsführer des zur Mediengruppe gehörenden Hinstorff Verlages in Rostock und seit 2001 Geschäftsführer des Verlages für Telekommunikation Nord in Rostock.
Christian Heise bekleidete von 1980 bis 1999 mehrere leitende Positionen im Verband Deutscher Auskunfts- und Verzeichnis-Medien (VDAV).